# Andante en fa majeur pour un petit orgue mécanique, K. 616
L'Andante en fa majeur pour un petit orgue mécanique, K. 616 est une courte pièce pour un orgue mécanique composée par Wolfgang Amadeus Mozart le 4 mai 1791 à Vienne. Elle fait partie d'une série d'œuvres écrites pour des instruments peu usuels.

## Historique
La pièce est une commande d'un curieux aristocrate autrichien, le comte Joseph Deym von Stržitež. Le comte avait dû fuir la ville dans sa jeunesse à la suite d'un duel, mais plus tard y était revenu sous le nom de Herr Müller et y avait fondé le « Kunstkabinett Müller » (une sorte de galerie d'art) dans la Rotenturmstrasse de Vienne, où on exposait, entre autres choses, les masques en cire de l'empereur Joseph II d'Autriche et (après sa mort) celui de Mozart lui-même. Deym possédait également divers orgues mécaniques, animés par des mécanismes d'horlogerie.
Le 31 mai 1800, Constance Mozart écrivit une lettre à l'éditeur allemand Johann André à propos de diverses œuvres de son défunt mari, dont faisait partie la K. 608, en affirmant : « on pense, qu'elle est propriété du … comte V. Deym qui est ici ».
Il semble possible que le K. 616 soit aussi une commande du comte, bien que Pater Primitiv Niemecz, l'horloger de Joseph Haydn, possédât au moins deux œuvres de Mozart sur un orgue mécanique qui existait en 1801.

## Structure

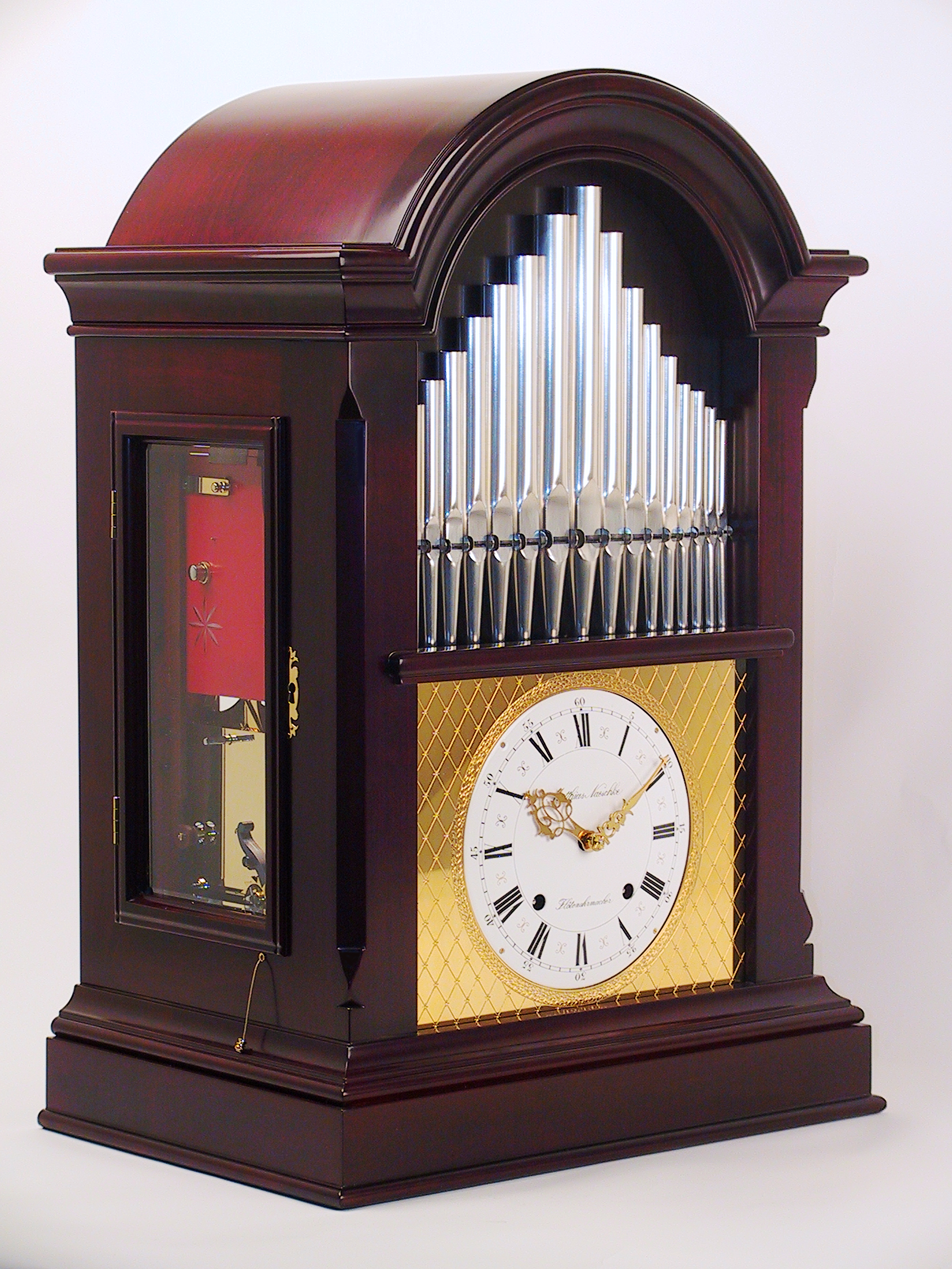
Horloge musicale de table, M. Naeschke

La pièce se compose d'un seul mouvement marqué Andante, à 
, comportant 144 mesures
Durée de la pièce : environ 5 minutes